# Mesa de Buenavista
Mesa de Buenavista är en ort i Mexiko.   Den ligger i kommunen Alpatláhuac och delstaten Veracruz, i den sydöstra delen av landet, 210 km öster om huvudstaden Mexico City. Mesa de Buenavista ligger 2 643 meter över havet och antalet invånare är 248.
Terrängen runt Mesa de Buenavista är kuperad österut, men västerut är den bergig. Runt Mesa de Buenavista är det tätbefolkat, med 331 invånare per kvadratkilometer. Närmaste större samhälle är Huatusco de Chicuellar, 19,0 km öster om Mesa de Buenavista. Omgivningarna runt Mesa de Buenavista är en mosaik av jordbruksmark och naturlig växtlighet.